# Am Zoo 64
Am Zoo 64 – Tiere erzählen ihre Abenteuer ist eine deutsch-französische Zeichentrickserie, die zwischen 1999 und 2000 produziert wurde.

## Handlung
Lisa wohnt neben einem Zoo. So rutscht sie nachts vor dem Schlafengehen den Hals einer Giraffe hinunter und gelangt so in den Zoo. Dort unterhält sie sich mit den Zoo-Tieren und bekommt von ihnen eine Gutenachtgeschichte erzählt. Die Geschichte selbst handeln dabei von den Tieren im Zoo. Ist die Geschichte zu Ende wird Lisa von der Giraffe ins Bett gebracht und sie wünscht ihr eine gute Nacht.

## Produktion und Veröffentlichung
Die Serie wurde zwischen 1999 und 2000 in deutsch-französischer Produktion produziert. Dabei sind 52 Folgen entstanden. Regie und das Drehbuch übernahm An Vrombaut. Bei der Serie handelt es sich um eine gemeinsame Produktion von Millimages and Zoo Lane Productions, Canal J, ZDF, ZDF Enterprises und Buena Vista Home Ent.
Die deutsche Erstausstrahlung fand am 23. November 1999 auf KIKA statt. Weitere Ausstrahlungen erfolgten später ebenfalls auf ZDF, Junior und Premiere Austria.
Synchronisationsbeitrage stammten von Ciara Janson, Dian Perry, Megg Nicol, Lewis MacLeod, Anna Bentinck, Keith Wickham, Dan Russell, Bob Saker und Adrienne Posta.

## Episodenliste
| Nr. | deutscher Titel               | Erstausstrahlung   |
| 1   | Nelson, der Elefant           | 23. November 1999  |
| 2   | Kevin, das Krokodil           | 24. November 1999  |
| 3   | Jonas, das Känguru            | 25. November 1999  |
| 4   | Schneebert, der Eisbär        | 26. November 1999  |
| 5   | Henrike, das haarige Nilpferd | 29. November 1999  |
| 6   | Witzel und Kitzel             | 30. November 1999  |
| 7   | Fred, das Zebra               | 1. Dezember 1999   |
| 8   | Emil, das Gürteltier          | 2. Dezember 1999   |
| 9   | Sibylle, die Giraffe          | 3. Dezember 1999   |
| 10  | Herbert, das Warzenschwein    | 6. Dezember 1999   |
| 11  | Paula, die Pelikanfrau        | 7. Dezember 1999   |
| 12  | Der Traumfruchtbaum           | 8. Dezember 1999   |
| 13  | Der fliegende Elefant         | 9. Dezember 1999   |
| 14  | Tobi, die Schildkröte         | 10. Dezember 1999  |
| 15  | Niklas, der Zeckenvogel       | 13. Dezember 1999  |
| 16  | Johannas Ei                   | 14. Dezember 1999  |
| 17  | Gerald, das Dromedar          | 15. Dezember 1999  |
| 18  | Molli und Nathalie            | 16. Dezember 1999  |
| 19  | Willi, der Wombat             | 17. Dezember 1999  |
| 20  | Das große Aufräumen           | 20. Dezember 1999  |
| 21  | Melanie, die Elchkuh          | 21. Dezember 1999  |
| 22  | Elsbet, die Biberfrau         | 22. Dezember 1999  |
| 23  | Doris, die Ente               | 23. Dezember 1999  |
| 24  | Esmeralda, die Schlange       | 24. Dezember 1999  |
| 25  | Edi aus Afrika                | 27. Dezember 1999  |
| 26  | Herberts Geburtstag           | 28. Dezember 1999  |
| 27  | Der lange Schlaf              | 8. Juli 2001       |
| 28  | Morgengesang                  | 15. Juli 2001      |
| 29  | Finchen                       | 22. Juli 2001      |
| 30  | Der starke Samson             | 29. Juli 2001      |
| 31  | Kevins Supertrick             | 5. August 2001     |
| 32  | Isabel, die Flamingofrau      | 12. August 2001    |
| 33  | Die Melone des Schicksals     | 19. August 2001    |
| 34  | Erich, das Erdferkel          | 26. August 2001    |
| 35  | Hoher Besuch                  | 2. September 2001  |
| 36  | Die Papageientaucher          | 9. September 2001  |
| 37  | Niklas und Rosi               | 16. September 2001 |
| 38  | Nathalies neue Nachbarn       | 23. September 2001 |
| 39  | Kaspar, das Chamäleon         | 30. September 2001 |
| 40  | Norbert, der Storch           | 7. Oktober 2001    |
| 41  | Geralds bester Freund         | 14. Oktober 2001   |
| 42  | Die Hummelbeerensuppe         | 21. Oktober 2001   |
| 43  | Der Kicherer                  | 28. Oktober 2001   |
| 44  | Jonas geht zelten             | 4. November 2001   |
| 45  | Das Schreckgespenst           | 11. November 2001  |
| 46  | Boris der Bär                 | 18. November 2001  |
| 47  | Melanie hat Geburtstag        | 25. November 2001  |
| 48  | Petra der Papagei             | 2. Dezember 2001   |
| 49  | Viktor das Krokodil           | 16. Dezember 2001  |
| 50  | Hyänen machen Ferien          | 23. Dezember 2001  |
| 51  | Ein schöner ruhiger Tag       | 30. Dezember 2001  |
| 52  | Anni, die Riesenschlange      | 6. Januar 2002     |